# Ilatardia
Ilatardia is een geslacht van uitgestorven pleurodire schildpadden dat werd ontdekt in de Farin Doutchi-formatie van Niger. 

## Naamgeving
Het geslacht bestaat uitsluitend uit de typesoort Ilatardia cetiotesta, in 2019 benoemd door Adán Pérez-García. De geslachtsnaam verwijst naar de berg Ilatarda. De soortaanduiding combineert het Grieks κήτειος, kèteios, 'zeemonster', een verwijzing naar de enorme omvang en de levenswijze als zeedier, met het Latijn testa, 'dakpan' of 'kop'.

## Ontdekking
Het holotype van Ilatardia, NHMUK R37357, werd ontdekt in de Farin-Doutchi-formatie van Niger die dateert uit het vroege Maastrichtien. Het bestaat geheel uit een grote, relatief complete schedel van ongeveer twintig centimeter lang.

## Beschrijving
Enkele onderscheidende kenmerken werden vastgesteld. De schedel is iets breder dan lang. Het prefrontale heeft een rechte voorrand. De maalvlakken zijn relatief smal. 

## Fylogenie
Ilatardia werd in 2019 in de Taphrosphyini geplaatst, zij het zonder exacte kladistische analyse.